# Borišov
Borišov (1509,5 metrů nad mořem) je výrazná slovenská hora v centrální části Velké Fatry. Jde o mohutný vrch, poskytující vynikající kruhový výhled. Nachází se západně od Ploské, od které jej odděluje výrazné horské sedlo.

## Geologie
V horní části Belianské doliny pod Borišovem se nalézá belianské okno, kde pod subtatranských příkrovů vystupuje tatrikum.
Na jeho severním svahu se nacházela národní přírodní rezervace Borišov. pramení zde Belianský potok. Jeho jižní svah obtéká Necpalský potok.

## Přístup
Na křižovatce turistických cest pod vrcholem, nedaleko sedla s Ploskou, se v nadmořské výšce 1366 metrů nachází chata pod Borišovom, od které vede žlutě značená strmá odbočka na vrchol. Samotná chata je přístupná z několika směrů:
- po modré turistické značce z Necpal přes Necpalskou dolinu
- po zelené turistické značce z obce Belá-Dulice přes Belianskou dolinu
- po žluté turistické trase č. 8614 ze závěru Ľubochnianské doliny